# Zukuma
Zukuma é um género musical e de dança originário de Angola, influenciado por outros géneros como Zouk, Kuduro, Kizomba, Kwassa, Konpa dirèk e Amapiano. 

## Significado de Zukuma
Zouk, Kuduro, Kizomba, Kompa, Kwassa e Amapiano.

## Origem
Zukuma é natural de Angola, integrando elementos distintivos de vários ritmos africanos, como Zouk, Kuduro, Kizomba, Kompa, Kwassa e Mapiano, para criar um som único e atraente.

## História
Este género musical foi fundado a 1 de julho de 2022 pelo cantor angolano Sapiyossi, quando este teve problemas emocionais durante o seu internamento no hospital Saint-Jean, em Bruxelas, Bélgica. Ela criou música e dança terapêuticas como forma de expressão pessoal e cura.

## Produções
Primeira produção instrumental em Luanda, Angola (2022-2023): Duração de 8 meses, concluída pela "Cássias Produções" em 14 de janeiro de 2023. Primeira produção musical - Bruxelas, Bélgica (2023): Duração de 2 meses. A mixagem e masterização foram executadas por (Dada Studios) de 23 de março a 20 de maio.
Primeira produção de videoclipe - Bruxelas, Bélgica (2023): (Produção CF) executada nos dias 26 e 28 de maio, durou sete meses, terminando em janeiro de 2024, passando por 7 versões.
Produção posterior, Bruxelas, Bélgica (setembro de 2023): dois instrumentais no (Anderlecht Studios) em Bruxelas, Bélgica, incluindo outros três instrumentais.

## Características musicais
Zukuma é conhecido por suas batidas cativantes e energéticas, muitas vezes combinando elementos eletrônicos, percussão vibrante e influências tradicionais africanas.

## Diversidade melódica
O género abrange uma ampla diversidade melódica, incorporando melodias e harmonias cativantes que refletem a riqueza da música africana.

## Letras significativas
As letras são muitas vezes fundamentalmente significativas, com influência terapêutica, buscando expressar mensagens sobre emoções positivas e enfrentamento de problemas sociais, culturais e políticos; a maioria é cantada em português.

## Estilo de dança
Os movimentos vibrantes e a coreografia única alinham-se com a energia da música, incorporando elementos da dança africana contemporânea e tradicional.

## Impacto cultural e global
Zukuma representa a diversidade cultural e a criatividade musical africana. Com potencial para atingir públicos globais, contribui para a crescente influência da música africana.